# Ben Clymer
Pour les articles homonymes, voir Clymer.
Benjamin Andrew Clymer, dit Ben Clymer, (né le 11 avril 1978 à Bloomington au Minnesota) est un joueur professionnel américain de hockey sur glace. Il évolue au poste d'ailier.

## Carrière de joueur
En 1995, Clymer commence sa carrière aux Mustangs de Rochester en USHL. Repêché au 2e tour, 27e au total au repêchage d'entrée dans la LNH 1997, débute dans la LNH avec le Lightning de Tampa Bay, avec qui il remporta la Coupe Stanley en 2004. Pendant le lock-out de 2004-2005, Clymer joue en Suisse avec le HC Bienne de la deuxième division suisse (LNB), où il termine 2e meilleur pointeur en séries de l'équipe, derrière David Legwand. En 2005, rejoint les Capitals de Washington. En 2008-2009, il signe au Dinamo Minsk en Biélorussie qui est un des membres original de la Ligue continentale de hockey.

## Trophées et honneurs personnels
Ligue continentale de hockey
- 2009 : participe avec l'équipe Jágr au premier Match des étoiles.

## Statistiques en carrière
| Saison     | Équipe                      | Ligue      |     | Saison régulière | Saison régulière | Saison régulière | Saison régulière | Saison régulière |   | Séries éliminatoires | Séries éliminatoires | Séries éliminatoires | Séries éliminatoires | Séries éliminatoires |
| Saison     | Équipe                      | Ligue      | PJ  | B                | A                | Pts              | Pun              | PJ               | B | A                    | Pts                  | Pun                  |                      |                      |
| 1995-1996  | Mustangs de Rochester       | USHL       | 10  | 2                | 8                | 10               | 20               | -                | - | -                    | -                    | -                    |                      |                      |
| 1996-1997  | Golden Gophers du Minnesota | NCAA       | 29  | 7                | 13               | 20               | 64               | -                | - | -                    | -                    | -                    |                      |                      |
| 1997-1998  | Golden Gophers du Minnesota | NCAA       | 1   | 0                | 0                | 0                | 2                | -                | - | -                    | -                    | -                    |                      |                      |
| 1998-1999  | Thunderbirds de Seattle     | LHOu       | 70  | 12               | 44               | 56               | 93               | 11               | 1 | 5                    | 6                    | 12                   |                      |                      |
| 1999-2000  | Vipers de Détroit           | LIH        | 19  | 1                | 9                | 10               | 30               | -                | - | -                    | -                    | -                    |                      |                      |
| 1999-2000  | Lightning de Tampa Bay      | LNH        | 60  | 2                | 6                | 8                | 87               | -                | - | -                    | -                    | -                    |                      |                      |
| 2000-2001  | Vipers de Détroit           | LIH        | 53  | 5                | 8                | 13               | 88               | -                | - | -                    | -                    | -                    |                      |                      |
| 2000-2001  | Lightning de Tampa Bay      | LNH        | 23  | 5                | 1                | 6                | 21               | -                | - | -                    | -                    | -                    |                      |                      |
| 2001-2002  | Lightning de Tampa Bay      | LNH        | 81  | 14               | 20               | 34               | 36               | -                | - | -                    | -                    | -                    |                      |                      |
| 2002-2003  | Lightning de Tampa Bay      | LNH        | 65  | 6                | 12               | 18               | 57               | 11               | 0 | 2                    | 2                    | 6                    |                      |                      |
| 2003-2004  | Lightning de Tampa Bay      | LNH        | 66  | 2                | 8                | 10               | 50               | 5                | 0 | 0                    | 0                    | 0                    |                      |                      |
| 2004-2005  | HC Bienne                   | LNB        | 19  | 12               | 13               | 25               | 30               | 11               | 6 | 11                   | 17                   | 24                   |                      |                      |
| 2005-2006  | Capitals de Washington      | LNH        | 77  | 16               | 17               | 33               | 72               | -                | - | -                    | -                    | -                    |                      |                      |
| 2006-2007  | Capitals de Washington      | LNH        | 66  | 7                | 13               | 20               | 44               | -                | - | -                    | -                    | -                    |                      |                      |
| 2007-2008  | Bears de Hershey            | LAH        | 50  | 11               | 16               | 27               | 83               | -                | - | -                    | -                    | -                    |                      |                      |
| 2008-2009  | Dinamo Minsk                | KHL        | 49  | 3                | 14               | 17               | 85               | -                | - | -                    | -                    | -                    |                      |                      |
| 2009-2010  | ERC Ingolstadt              | DEL        | 37  | 8                | 24               | 32               | 70               | 10               | 2 | 3                    | 5                    | 12                   |                      |                      |
| Totaux LNH | Totaux LNH                  | Totaux LNH | 438 | 52               | 77               | 129              | 367              | 16               | 0 | 2                    | 2                    | 6                    |                      |                      |